# Zip Zip
Zip Zip ist eine französische Zeichentrickserie, die von GO-N Productions produziert wurde und aus 104 Episoden besteht. Die Erstausstrahlung erfolgte am 23. März 2015 auf Super RTL, in Frankreich im April 2015 auf France 3. Zudem hat sich Disney Channel für Europa und weitere Länder die Ausstrahlungsrechte gesichert.

## Handlung
Die vier Waldtiere Fridolin, Carl, Carlotta und Susi haben genug vom schweren Leben in der Wildnis. Daher gehen sie in die Stadt, wo sie sich aber vor Tierfängern hüten müssen. Sie verkleiden sich als Haustiere und werden von dem Ehepaar Westerfield aufgenommen. Deren Hauskatze Viktoria gefällt dies allerdings gar nicht.

## Charaktere
- Fridolin: Dieser Fuchs ist der Anführer der kleinen Waldtiertruppe. Zwar ist er schlau, aber er neigt auch zur Selbstüberschätzung, was ihn oft in Schwierigkeiten bringt. Er verkleidet sich als Hund. Im Original ist sein Name Washington.
- Carl: Carl ist ein Keiler und Fridolins bester Freund. Er verkleidet sich als Katze, ist aber durchaus nicht so geschickt und reinlich. Carl denkt normalerweise mit seinem Bauch, kann aber sehr aufmerksam sein, wenn es um seine Freunde geht. Im Original heißt er Sam.
- Carlotta: Sie ist Carls kleine Schwester und verkleidet sich als Kaninchen. Carlotta ist vor allem von den technischen Sachen der Menschen fasziniert. Ihr Originalname lautet Eugenie.
- Susi: Susi ist eine Amsel und Carlottas beste Freundin. Sie verkleidet sich als Kanarienvogel.
- Viktoria: Sie ist die Hauskatze der Westerfields und die einzige, die von der Identität der Waldtiere Bescheid weiß. Meistens ist sie gelangweilt und möchte nur ihre Ruhe haben. Zwar versucht sie gelegentlich die Waldtiere loszuwerden, mit der Zeit entwickelt sie jedoch eine gewisse Sympathie für die neuen Mitbewohner, besonders zu Fridolin hat sie eine Art Liebes und Hassbeziehung, außerdem hasst sie es wenn der Tierarzt bei ihr Fiebermessen will, und duldet es nicht wenn jemand ihrem Katzenklo zu nahe kommt.
- Herr und Frau Westerfield: Das kinderlose Ehepaar hat die Freunde bei sich aufgenommen. Über ihre Arbeit wird kaum etwas gezeigt.
- Mona und Lisa: Sie sind zwei Katzen in der Nachbarschaft, die oft das seltsame Verhalten der vier Freunde beobachten. Während die lilablaue Lisa sie überhaupt nicht leiden kann, schwärmt die rosafarbene Mona heimlich für Fridolin. Von Viktoria beziehen die beiden öfters Prügel.

## Serientitel
Der Titel Zip Zip wird von dem Reißverschluss abgeleitet, mit dem die Waldtiere ihre Kostüme schließen.

## Synchronisation
Die Synchronisation wurde zum Teil von der Synchronfirma SPEEECH Audiolingual Labs durchgeführt. Die Dialogregie führte Madeleine Stolze.